# Mohamed Ali Yacoubi
Mohamed Ali Yacoubi (arab. محمد علي اليعقوبي, ur. 5 października 1990 w Kairuanie) – tunezyjski piłkarz grający na pozycji środkowego obrońcy. Obecnie jest zawodnikiem klubu Espérance Tunis.

## Kariera klubowa
Swoją karierę piłkarską Yacoubi rozpoczął w klubie JS Kairouan. W 2008 roku awansował do pierwszego zespołu. W sezonie 2008/2009 zadebiutował w jego barwach w drugiej lidze tunezyjskiej. W debiutanckim sezonie awansował z Kairouan do pierwszej ligi. W 2011 roku odszedł do Club Africain Tunis. Zadebiutował w nim 4 listopada 2011 w zremisowanym 2:2 domowym meczu z CA Bizertin. W sezonie 2012/2013 wywalczył wicemistrzostwo Tunezji.
W 2014 roku Yaocubi przeszedł do innego klubu z Tunisu, Espérance Tunis. Swój debiut w nim zanotował 14 sierpnia 2014 w przegranym 0:1 domowym spotkaniu z CS Hammam-Lif.
W 2016 Yacoubi przeszedł do Çaykur Rizesporu.
| Sezon   | Klub                | Kraj             | Rozgrywki        | Mecze | Gole |
| ------- | ------------------- | ---------------- | ---------------- | ----- | ---- |
| 2008/09 | JS Kairouan         | Tunezja          | CLP-2            | ?     | ?    |
| 2009/10 | JS Kairouan         | Tunezja          | CLP-1            | ?     | ?    |
| 2010/11 | CA Bizertin         | Tunezja          | CLP-1            | 20    | 3    |
| 2011/12 | Club Africain Tunis | Tunezja          | CLP-1            | 19    | 3    |
| 2012/13 | Club Africain Tunis | Tunezja          | CLP-1            | 16    | 0    |
| 2013/14 | Club Africain Tunis | Tunezja          | CLP-1            | 21    | 3    |
| 2014/15 | Espérance Tunis     | Tunezja          | CLP-1            | 22    | 2    |
| 2015/16 | Espérance Tunis     | Tunezja          | CLP-1            | 14    | 1    |
| 2016/17 | Çaykur Rizespor     | Turcja           | Süper Lig        | 14    | 1    |
| 2017/18 | Al-Fateh            | Arabia Saudyjska | I liga saudyjska | 7     | 0    |
| 2017/18 | US Quevilly         | Francja          | Ligue 2          | 1     | 0    |
| 2018/19 | Espérance Tunis     | Tunezja          | CLP-1            | 5     | 0    |

## Kariera reprezentacyjna
W reprezentacji Tunezji Yacoubi zadebiutował 5 marca 2014 w zremisowanym 1:1 towarzyskim meczu z Kolumbią. W 2015 roku został powołany do kadry na Puchar Narodów Afryki 2015. Zagrał na nim w dwóch meczach: z Demokratyczną Republiką Konga (1:1) oraz w ćwierćfinale z Gwineą Równikową (1:2).